# Jeanne Coyne
Jeanne Coyne est une danseuse et assistante de cinéma américaine.

## Biographie
Aux côtés de Carol Haney, elle est l'assistante de Stanley Donen et Gene Kelly. Elle apparaît comme danseuse dans plusieurs films de la Metro-Goldwyn-Mayer.
De 1948 à 1951, elle est la femme de Stanley Donen.
En 1960, elle épouse Gene Kelly, avec qui elle a deux enfants.
Elle meurt le 10 mai 1973 d'une leucémie.